# Џенет Џексон
Џенет Џексон (енгл. Janet Jackson; Гери, 16. мај 1966) једна је од комерцијално најуспешнијих и најутицајнијих певачица свих времена, композитор, текстописац, музички и филмски продуцент, глумица, филантроп и, однедавно, аутор бестселера, модна дизајнерка и мултимилионерка. Рангирана је као једна од десет најпродаванијих музичара у историји музике, зато што је широм света продала више од 160 милиона музичких албума, 17 милиона видео албума и 8 милиона концертних улазница. Имала је десет синглова и чак седам албума на првом месту званичне америчке топ листе, један више од свог старијег брата Мајкла Џексона, односно један мање од своје највеће ривалке Мадоне, и три филма, у којима је тумачила главну улогу, на првом месту америчког бокс офиса, што је, поред Хали Бери, чини најуспешнијом афроамеричком глумицом свих времена. Постала је најплаћенији музичар на планети у два наврата и, према Форбсу, једна је од десет најбогатијих жена из света шоу-бизниса. Поставила је бројне рекорде од којих многи још увек нису оборени. Албум „Control” из 1986. је први женски албум са кога је скинуто пет топ-5 синглова, а албум „Rhythm Nation 1814” из 1989, једини је албум у историји који је дао седам синглова међу првих пет на америчкој топ листи синглова, од којих је чак четири доспело до првог места. Плоча „janet.” је 1993. постала прва плоча женског уметника која је дебитовала на прво место америчке званичне топ листе са, тада рекордних, 360.000 продатих примерака током прве недеље. 2000. Џенет је постала први музичар коме је пошло за руком да освоји прво место америчке листе синглова током осамдесетих и деведесетих година 20. века и након 2000, а 2001. и једина жена која је имала пет узастопних албума који су доспели до првог места америчке топ листе. Добитница је 6 Гремија, 15 Америчких музичких награда, 15 МТВ награда и више Билбордових награда него било који музичар, а 2001. проглашена је „првом МТВ иконом” на церемонији организованој у њену част, којој су присуствовали и изводили њене хитове музичари попут Пинк, Бритни Спирс, Стивија Вондера, Ашера, Кристине Агилере, Џастина Тимберлејка, Бијонс и многих других. Освојила је и једну Еми награду, номинацију за Оскара и Златни глобус. Сматра се зачетницом „њу џек свинга”, музичког жанра који комбинује ритам и блуз, хип-хоп и денс-поп, уз коришћење „семплова”. Популарни музички канал vh1 прогласио је 2014. Џенет Џексон „краљицом поп музике” захваљујући гласовима гледалаца.

## Биографија
Рођена је као Џенет Дамита Џо Џексон (енгл. Janet Damita Jo Jackson) у Герију у Индијани, као најмлађе дете у музичкој породици Џексон. Први пут је на позорници наступала с породицом са седам година, а касније започела каријеру као глумица у ТВ-емисији The Jacksons 1976. године. После је наступала у неким другим ТВ-емисијама 1970-их и раних 1980-их.
Године 1982. је Џексон као 16-годишњакиња потписала уговор с музичком кућом A&M, издала дебитантски албум са својим именом. Испочетка су је критиковали због слабих вокалних могућности, али и непотистичког коришћења имена сопствене породице. Са својим трећим студијским албум Control (1986), Џексон је започела дугогодишњу сарадњу с продуцентима Џимијем Џемом и Теријем Луисом. Њена музика под утицајем Џемоа и Луиса је мешала савремени Р&Б са елементима реп музике, семпловања и индустријским битовима. У иновативност њених албума је успеху допринео и кореографија, видео-спотови, односно често појављивање на МТВ, уз истовремене похвале због друштвене ангажованости текста њених песама.
Године 1991. је потписала уговор за први од њена два више милиона долара вредна и рекордна уговора с Virgin Recordsom, а што ју је учинило једним од најбоље плаћених светских музичара. Дебитантски албум за Virgin Records, назван је janet.. Године 1993. је он Џексон учинио секс симболом, односно почео користити елементе сексуалности. Исте године је имала прву главну улогу у филму Poetic Justice, а након чега ће се појављивати у другим филмским остварењима. Пред крај деценије је Џенет Џексон била проглашена другом најуспешнијом музичарком 1990-их. All for You (2001), је био њен пети студијски албум који је дебитовао на првом месту топ-листе албума Билборд 200. Године 2007. је променила издавача, потписавши уговор са Island Def Jam Music Group и издавши десети студијски албум Discipline следеће године.
Џексон у часопису Билборд рангирана као једна од десет најпродаванијих музичара у историји савремене музике, зато што је широм света продала преко 100 милиона албума.

## Дискографија

### Албуми
- Janet Jackson (1982 / 1,5 милиона продатих примерака)
- Dream Street (1984 / 500.000 продатих примерака)
- Control (1986 / 14 милиона продатих примерака)[9]
- Janet Jackson's Rhythm Nation 1814 (1989 / 20 милиона продатих примерака)[10][11]
- janet. (1993 / преко 20 милиона продатих примерака)[12][13][14]
- The Velvet Rope (1997 / 10 милиона продатих примерака)
- All for You (2001 / 7 милиона продатих примерака)
- Damita Jo (2004 / 4 милиона продатих примерака)
- 20 Y.O. (2006 / 3 милиона продатих примерака)
- Discipline (2008 / 1,5 милиона продатих примерака)
- Unbreakable (2015 / 232.000 у САД)

### Видеографија
| Спот                             | Година | Режисер                         |
| -------------------------------- | ------ | ------------------------------- |
| Dream Street                     | 1984   | Debbie Allen                    |
| What Have You Done for Me Lately | 1986   | Brian Jones/Piers Ashworth      |
| Nasty                            | 1986   | Mary Lambert                    |
| When I Think of You              | 1986   | Julien Temple                   |
| Control                          | 1986   | Mary Lambert                    |
| Let's Wait Awhile                | 1987   | Dominic Sena                    |
| The Pleasure Principle           | 1987   | Dominic Sena                    |
| Miss You Much                    | 1989   | Dominic Sena                    |
| Rhythm Nation                    | 1989   | Dominic Sena                    |
| Come Back To Me                  | 1990   | Dominic Sena                    |
| Escapade                         | 1990   | Peter Smillie                   |
| Alright                          | 1990   | Julien Temple                   |
| Love Will Never Do (Without You) | 1990   | Herb Ritts                      |
| That's the Way Love Goes         | 1993   | René Elizondo Jr.               |
| If                               | 1993   | Dominic Sena                    |
| Again                            | 1993   | René Elizondo Jr.               |
| Because of Love                  | 1994   | Beth McCarthy-Miller            |
| Any Time, Any Place              | 1994   | Keir McFarlane                  |
| You Want This                    | 1994   | Keir McFarlane                  |
| Whoops Now                       | 1995   | Yuri Elizondo                   |
| Scream                           | 1995   | Mark Romanek                    |
| Runaway                          | 1995   | Marcus Nispel                   |
| Twenty Foreplay                  | 1996   | Keir McFarlane                  |
| Got 'Til It's Gone               | 1997   | Mark Romanek                    |
| Together Again                   | 1997   | Seb Janiak                      |
| Together Again (Deeper Remix)    | 1997   | René Elizondo Jr.               |
| I Get Lonely                     | 1998   | David Mallet                    |
| Go Deep                          | 1998   | Jonathan Dayton/ Valerie Faris  |
| Every Time                       | 1998   | Matthew Rolston / Howard Schatz |
| What's It Gonna Be?!             | 1999   | Hype Williams                   |
| Doesn't Really Matter            | 2000   | Joseph Kahn                     |
| All for You                      | 2001   | Dave Meyers                     |
| Someone to Call My Lover         | 2001   | Francis Lawrence                |
| Son of a Gun                     | 2001   | Francis Lawrence                |
| Feel It Boy                      | 2002   | Dave Meyers                     |
| Just a Little While              | 2004   | Dave Meyers                     |
| I Want You                       | 2004   | Dave Meyers                     |
| All Nite (Don't Stop)            | 2004   | Francis Lawrence                |
| Call On Me                       | 2006   | Hype Williams                   |
| So Excited                       | 2006   | Joseph Kahn                     |
| Feedback                         | 2008   | Saam Farahmand                  |
| Rock With U                      | 2008   | Saam Farahmand                  |
| Make Me                          | 2009   | Robert Hales                    |
| Nothing                          | 2010   | Tim Palen                       |
| No Sleeep                        | 2015   | Dave Meyers                     |
| Dammn Baby                       | 2016   | Dave Meyers                     |
| Made For Now                     | 2018   | Dave Meyers                     |

### Компилације
- Design of A Decade (1995 / 10 милиона продатих примерака)
- Number Ones (2009)